# Triplectides pallidus
Triplectides pallidus är en nattsländeart som först beskrevs av Banks 1936.  Triplectides pallidus ingår i släktet Triplectides och familjen långhornssländor. Inga underarter finns listade i Catalogue of Life.